# Серняйнен (район)
Сьорняїнен (фін. Sörnäinen, швед. Sörnäs; Sörkkä або Sörkka) — район міста Гельсінкі, Фінляндія. Площа: 1,66 км². Населення: 7,052 осіб.
Район межує з Гаканіемі, на сході омивається морем.
У 1960 — 1970-х на терені району було побудовано житломасив Мерігака.
Сьорняїнен — здебільше промислова територія, що використовується судноплавними компаніями та складами, на терені району розташовано Senaatti-kiinteistöt.
Також на терені району розташована в'язниця Сьорняїнен

## Адміністративний поділ
- Вільхонвуорі
- Каласатама
- Сомпасаарі
- Ганасаарі

Сьорняїнен на мапі Гельсінкі
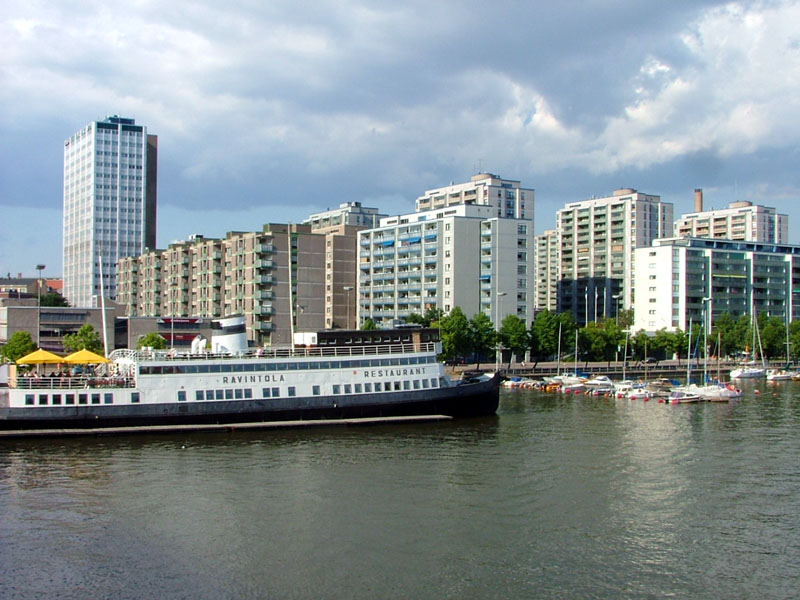
Мерігака